# Kateryna Monsul
Kateryna Wolodymyriwna Monsul (ukrainisch Катерина Володимирівна Монзуль, * 5. Juli 1981 in Charkiw) ist eine ehemalige ukrainische Fußballschiedsrichterin. 2015 leitete sie sowohl das Eröffnungsspiel als auch das Finale der Fußball-Weltmeisterschaft der Frauen und wurde im selben Jahr zur Welt-Schiedsrichterin gewählt.

## Karriere

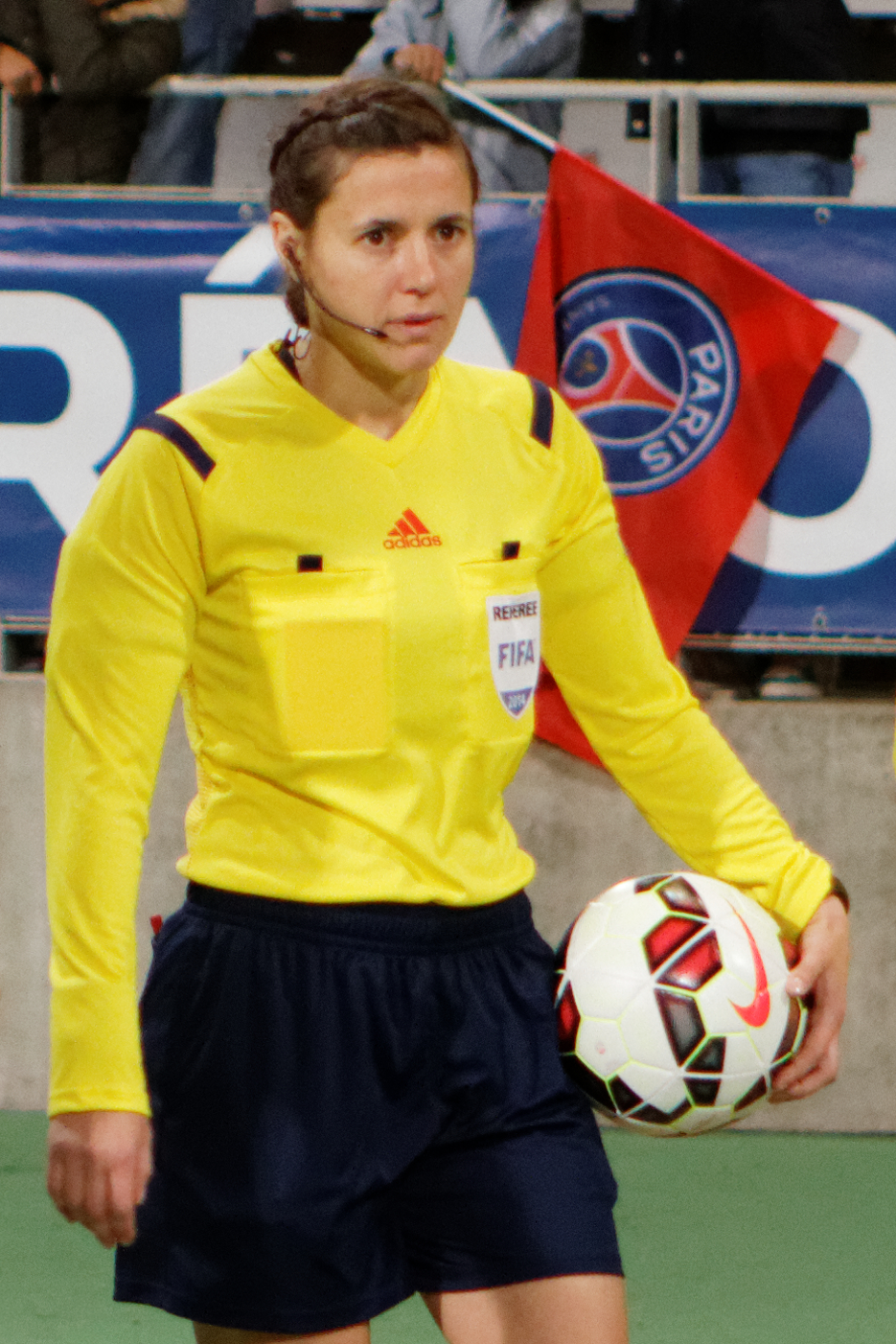
Kateryna Monsul (2014)

Monsul leitet seit 2004 internationale Spiele und war am 24. September 2005 beim Spiel Finnland gegen Polen im Rahmen der Qualifikation für die WM 2007 erstmals in einem Länderspiel als Schiedsrichterin tätig. Für die WM selber wurde sie dann nicht nominiert und auch bei der folgenden WM kam sie nur als Vierte Offizielle zum Einsatz. Ihr erstes größeres Turnier war die Fußball-Europameisterschaft der Frauen 2009 in Finnland, bei der sie die Gruppenspiele Frankreich gegen Deutschland und Schweden gegen England leitete. Es folgten weitere Länderspiele und sie wurde dann auch für die EM 2013 in Schweden, die U-20-Fußball-Weltmeisterschaft der Frauen 2014 in Kanada und die WM 2015 in Kanada nominiert, wo sie mit der Leitung des Eröffnungsspiels zwischen Gastgeber Kanada und der Volksrepublik China sowie des Finales ihren bisherigen Höhepunkt erlebte. Im Eröffnungsspiel gab sie in der Nachspielzeit beim Stand von 0:0 einen umstrittenen Elfmeter für die Gastgeberinnen, den Christine Sinclair zum 1:0-Sieg für die Kanadierinnen verwandelte. Zudem kam sie bei mehreren Turnieren im Juniorinnenbereich zum Einsatz. Auf Vereinsebene leitet sie neben Spielen in der Perscha Liha, der zweithöchsten ukrainischen Liga der Männer, auch Spiele der UEFA Women’s Champions League.
Am 22. Mai 2014 leiteten Kateryna Monsul, Maryna Strilezka und Natalija Ratschynska das Finale der Women’s Champions League 2013/14 zwischen Tyresö FF und VfL Wolfsburg (3:4).
Seit April 2016 leitet sie auch Spiele der Premjer-Liha, der höchsten Liga im ukrainischen Männerfußball. Am 2. Mai 2016 wurde sie für ihr erstes olympisches Fußballturnier nominiert.
Im Oktober 2017 gehörte sie als eine von sieben Schiedsrichterinnen zum unterstützenden Schiedsrichterinnenteam bei der U-17-Fußball-Weltmeisterschaft 2017, womit erstmals Frauen bei einer WM der Männer zum Einsatz kamen.
Am 3. Dezember 2018 wurde sie für die Fußball-Weltmeisterschaft der Frauen 2019 nominiert.
Am 28. März 2021 leitete sie das WM-Qualifikationsspiel zwischen Österreich und den Färöer. Es war das zweite von einer Frau geleitete WM-Qualifikationsspiel der Männer nach dem einen Tag zuvor von Stéphanie Frappart geleiteten Spiel zwischen den Niederlanden und Lettland.
Im Januar 2023 wurde Monsul für die Weltmeisterschaft 2023 in Australien und Neuseeland nominiert.

## Länderspiele der deutschen Frauenmannschaft
Nach der Kanadierin Carol Chenard (10 Spiele) wurde Monsul am zweithäufigsten als Schiedsrichterin bei Spielen der deutschen Mannschaft eingesetzt.
| EM-Gruppenspiel, 27. August 2009 in Tampere, Finnland                   |   |             |                      |
| Deutschland                                                             | – | Frankreich  | 5:1 (3:0)            |
| EM-Qualifikations-Spiel, 24. November 2011, in Motril, Spanien          |   |             |                      |
| Deutschland                                                             | – | Spanien     | 2:2 (2:0)            |
| WM-Qualifikations-Spiel, 17. September 2014, in Heidenheim an der Brenz |   |             |                      |
| Deutschland                                                             | – | Irland      | 2:0 (2:0)            |
| Olympiaviertelfinale, 12. August 2016, in Salvador, Brasilien           |   |             |                      |
| Deutschland                                                             | – | China       | 1:0 (0:0)            |
| EM-Gruppenspiel, 21. Juli 2017, in Tilburg, Niederlande                 |   |             |                      |
| Deutschland                                                             | – | Italien     | 2:1 (1:1)            |
| WM-Qualifikations-Spiel, 7. April 2018, in Halle                        |   |             |                      |
| Deutschland                                                             | – | Tschechien  | 4:0 (2:0)            |
| 28. Februar 2009 in Laval, Frankreich                                   |   |             |                      |
| Deutschland                                                             | – | Frankreich  | 1:0 (1:0)            |
| WM-Gruppenspiel, 12. Juni 2019, in Valenciennes, Frankreich             |   |             |                      |
| Deutschland                                                             | – | Spanien     | 1:0 (1:0)            |
| EM-Finale, 31. Juli 2022 in London (Wembley-Stadion)                    |   |             |                      |
| England                                                                 | – | Deutschland | 2:1 n. V. (1:1, 0:0) |

## Einsätze bei Turnieren

### Europameisterschaft 2009
| Gruppe B, 27. August 2009 in Tampere          |   |            |           |
| Deutschland                                   | – | Frankreich | 5:1 (3:0) |
| Gruppe C, 31. August 2009, 17:30 Uhr in Turku |   |            |           |
| Schweden                                      | – | England    | 1:1 (1:1) |

### Olympische Jugend-Sommerspiele 2010
| Gruppe A, 15. August 2010, 18:00 Uhr |   |                   |                   |
| Iran                                 | – | Papua-Neuguinea   | 1:0 (0:0)         |
| Finale, 24. August 2010, 20:45 Uhr   |   |                   |                   |
| Chile                                | – | Äquatorial-Guinea | 1:1 (1:0) 5:3 i.E |

### U-17-Weltmeisterschaft 2012
| Gruppe A, 22. September 2012, 17:00 Uhr in Baku   |   |           |           |
| Nigeria                                           | – | Kanada    | 1:1 (0:0) |
| Gruppe C, 26. September 2012, 17:00 Uhr in Baku   |   |           |           |
| Mexiko                                            | – | Brasilien | 0:1 (0:0) |
| Viertelfinale, 5. Oktober 2012, 20:00 Uhr in Baku |   |           |           |
| Japan                                             | – | Ghana     | 0:1 (0:0) |

### Europameisterschaft 2013
| Gruppe D, 12. Juli 2013, 20:30 Uhr in Linköping    |   |          |                                 |
| England                                            | – | Spanien  | 2:3 (1:1)                       |
| Gruppe C, 16. Juli 2013, 20:30 Uhr in Göteborg     |   |          |                                 |
| Dänemark                                           | – | Finnland | 1:0 (1:0)                       |
| Halbfinale, 25. Juli 2013, 20:30 Uhr in Norrköping |   |          |                                 |
| Norwegen                                           | – | Dänemark | 1:1 n. V. (1:1, 1:0), 4:2 i. E. |

### U-17-Weltmeisterschaft 2014
| Gruppe D, 17. März 2014, 17:00 Uhr in Alajuela |   |         |           |
| VR China                                       | – | Nigeria | 1:2 (0:1) |
| Gruppe B, 22. März 2014, 17:00 Uhr in Tibás    |   |         |           |
| Kanada                                         | – | Ghana   | 2:1 (2:0) |

### U-20-Weltmeisterschaft 2014
| Gruppe D, 6. August 2014, 20:00 Uhr in Montréal |   |          |           |
| Neuseeland                                      | – | Paraguay | 2:0 (2:0) |
| Gruppe A, 13. August 2014, 20:00 Uhr in Toronto |   |          |           |
| Südkorea                                        | – | Mexiko   | 2:1 (1:0) |

### Weltmeisterschaft 2015
| Eröffnungsspiel, 6. Juni 2015, 16:00 Uhr in Edmonton |   |                     |           |
| Kanada                                               | – | Volksrepublik China | 1:0 (0:0) |
| Gruppenspiel, 16. Juni 2015, 16:00 Uhr in Vancouver  |   |                     |           |
| Nigeria                                              | – | USA                 | 0:1 (0:1) |
| Viertelfinale, 27. Juni 2015, 14:00 Uhr in Edmonton  |   |                     |           |
| Australien                                           | – | Japan               | 0:1 (0:0) |
| Finale, 5. Juli 2015, 16:00 Uhr in Vancouver         |   |                     |           |
| USA                                                  | – | Japan               | 5:2 (4:1) |

### Europäisches Qualifikationsturnier für die Olympischen Spiele 2016
| 2. März 2016, 19:30 Uhr in Den Haag  |   |             |           |
| Schweiz                              | – | Niederlande | 3:4 (1:1) |
| 9. März 2016, 19:30 Uhr in Rotterdam |   |             |           |
| Niederlande                          | – | Schweden    | 1:1 (1:1) |

### Olympische Spiele 2016
| 3. August 2016, 19:00 Uhr in Belo Horizonte |   |             |           |
| USA                                         | – | Neuseeland  | 2:0 (1:0) |
| 12. August 2016, 21:00 Uhr in Salvador      |   |             |           |
| Volksrepublik China                         | – | Deutschland | 0:1 (0:0) |

### Europameisterschaft 2017
| 16. Juli 2017, 20:45 Uhr in Doetinchem         |   |            |                     |
| Dänemark                                       | – | Belgien    | 1:0 (1:0)           |
| 21. Juli 2017, 20:45 Uhr in Tilburg            |   |            |                     |
| Deutschland                                    | – | Italien    | 2:1 (1:1)           |
| 27. Juli 2017, 20:45 Uhr in Tilburg            |   |            |                     |
| Portugal                                       | – | England    | 1:2 (1:1)           |
| Halbfinale, 3. August 2017, 18:00 Uhr in Breda |   |            |                     |
| Dänemark                                       | – | Österreich | 0:0 n. V., 3:0 i. E |

### U-20-Weltmeisterschaft 2018
| Gruppe A, 5. August 2018, 19:30 Uhr in Vannes     |   |       |           |
| Frankreich                                        | – | Ghana | 4:1 (3:0) |
| Gruppe C, 9. August 2018, 16:30 Uhr in Concarneau |   |       |           |
| Spanien                                           | – | Japan | 1:0 (1:0) |

### Weltmeisterschaft 2019
| Gruppe B, 12. Juni 2019, in Valenciennes |   |            |           |
| Deutschland                              | – | Spanien    | 1:0 (1:0) |
| Gruppe E, 20. Juni 2019 in Montpellier   |   |            |           |
| Kamerun                                  | – | Neuseeland | 2:1 (0:0) |
| Viertelfinale, 28. Juni 2019 in Paris    |   |            |           |
| Frankreich                               | – | USA        | 1:2 (0:1) |

### Olympische Spiele 2020
| Gruppe F, 21. Juli 2021 in Rifu       |   |                |           |
| China                                 | – | Brasilien      | 0:5 (0:2) |
| Gruppe E, 27. Juli 2021 in Kashima    |   |                |           |
| Kanada                                | – | Großbritannien | 1:1 (0:0) |
| Halbfinale, 2. August 2021 in Kashima |   |                |           |
| USA                                   | – | Kanada         | 0:1 (0:0) |

### Europameisterschaft 2022
| Gruppe B, 8. Juli 2022, 17:00 Uhr in Milton Keynes      |   |             |                 |
| Spanien                                                 | – | Finnland    | 4:1 (2:1)       |
| Gruppe A, 15. Juli 2022, 20:00 Uhr in Brighton and Hove |   |             |                 |
| Österreich                                              | – | Norwegen    | 1:0 (1:0)       |
| Viertelfinale, 22. Juli 2022, 20:00 Uhr in Leigh        |   |             |                 |
| Schweden                                                | – | Belgien     | 1:0 (0:0)       |
| Finale, 31. Juli 2022, 17:00 Uhr in London              |   |             |                 |
| England                                                 | – | Deutschland | 2:1 n. V. (1:1) |

### Weltmeisterschaft 2023
| Gruppe E, 23. Juli 2023, 19:30 Uhr in Dunedin |   |          |           |
| Niederlande                                   | – | Portugal | 1:0 (1:0) |
| Gruppe F, 29. Juli 2023, 20:30 Uhr in Perth   |   |          |           |
| Panama                                        | – | Jamaika  | 0:1 (0:0) |

## Auszeichnungen
- IFFHS-Schiedsrichterin des Jahres 2015[13]